# Jamie Harris
Jamie Harris, né le 15 mai 1963 à Whitechapel (Londres), est un acteur britannique.

## Biographie
Tudor St. John Harris, surnommé Jamie dès son plus jeune âge, est le fils de l'acteur Richard Harris et d'Elizabeth Rees-Williams. Il a deux frères, l'acteur Jared Harris et le réalisateur Damian Harris.

## Filmographie

### Cinéma
- 1993 : Au nom du père : Deptford Jim
- 1997 : D'amour et de courage : Link
- 1997 : Marie Baie des Anges : Jimmy
- 1999 : Fausse Donne : Royce
- 2000 : Fast Food, Fast Women : Bruno
- 2004 : Les Désastreuses Aventures des orphelins Baudelaire : l'homme au crochets
- 2005 : Le Nouveau Monde : Emery
- 2006 : Le Prestige : le gardien Sullen
- 2009 : Hyper Tension 2 : le présentateur du talk-show
- 2009 : Night of the Demons : Nigel
- 2010 : Mr. Nice : Patrick Lane
- 2011 : The Green Hornet : Popeye
- 2011 : La Planète des singes : Les Origines : Rodney

### Télévision
- 1996 : Highlander (saison 4 épisode 16) : Daniel Geiger
- 1999 : La Femme Nikita (saison 3 épisode 13) : Zalman
- 2001 : Le Bataillon perdu (téléfilm) : sergent Gaedeke
- 2008 : Life (saison 2 épisode 9) : Justin Tapp
- 2008 : Les Experts (saison 9 épisode 12) : Howard Velco
- 2010 : Super Hero Family (saison 1 épisode 1) : Reed Koblenz
- 2011 : Mentalist (saison 3 épisode 21) : Marcus Lansdale
- 2011 : FBI : Duo très spécial (saison 3 épisode 10) : Elliott Richmond
- 2011 : American Horror Story (saison 1 épisode 2) : Franklin
- 2012 : Les Experts : Miami (saison 10 épisode 19) : Eddie Coster
- 2013 : NCIS : Los Angeles (saison 4 épisode 19) : Tommy Kraus
- 2013 : Magic City (5 épisodes) : Nicky Grillo
- 2014 : Castle (saison 6 épisode 11) : Adam Ferguson
- 2014-2015 : Agents of S.H.I.E.L.D. (11 épisodes) : Gordon
- 2014-2015 : Turn (8 épisodes) : Will Robeson
- 2014-2015 : Kingdom (5 épisodes) : Terry